# Veľké Hincovo pleso
Le Veľké Hincovo pleso est le plus grand lac d’origine glaciaire de Slovaquie.
Situé dans le massif des Hautes Tatras qui appartient aux montagnes des Carpates occidentales, sa surface est de 20,08 ha, sa profondeur de 53,7 m à une altitude de 1 946 m. Son volume d'eau est de 1 796 000 m3 pour une longueur de 740 m et une largeur de 370 m. Il est recouvert de glace 270 jours par an.